# Mingongo
Mingongo est un village du Cameroun, situé dans la région de l'Est, dans le département du Haut-Nyong et dans la commune de Lomié.

## Population
Lors du recensement de 2005, le village comptait 390 habitants, dont 192 hommes et 202 femmes.

## Économie
L'économie du village est essentiellement basé sur l'agriculture, malgré une forte exploitation forestière par les sociétés dans les UEFA. L'agriculture est marquée par l'agriculture vivrière et l'agriculture de rente. De ce fait, cela contribue d'une part à la production de vivre, mais aussi à la génération de revenus via la commercialisation des biens produits.

## Religion
- Christianisme catholique
- Christianisme protestant
- Islam